# 남자 식모
남자 식모는 한국에서 제작된 심우섭 감독의 1968년 영화이다. 구봉서 등이 주연으로 출연하였고 신상옥 등이 제작에 참여하였다.

## 출연

### 주연
- 구봉서
- 도금봉
- 김희갑
- 남정임

## 제작진
- 조명: 김대진
- 미술: 정우택